# Compressidentalium clathratum
Compressidentalium clathratum is een Scaphopodasoort uit de familie van de Dentaliidae. De wetenschappelijke naam van de soort is voor het eerst geldig gepubliceerd in 1881 door Martens.